# Vincent Jérôme
Vincent Jérôme (født 26. november 1984) er en fransk tidligere professionel cykelrytter.